# Neoluddizam
Neoluddizam  je filozofija koja se okreće protiv moderne tehnologije. Ime je dobila po britanskom pokretu luditta koji je aktivno djelovao između 1811. – 1816.
Neoluddizam nije sinonim za čistu tehnofobiju, već obuhvata kritičko promatranje efekata tehnologije i njenog utjecaja na društvo i jedinke.
Ova ideologija je radikalnog karatkera, i protivi se digitalnoj revoluciji i razvoju umjetne inteligencije kao i znanstvenom napretku koji se temelji na informatičkim osnovama.
Iako se ova ideologija pojavila u zadnjem desetljeću 20. stoljeća, njeni korijeni se mogu naći i prije u radničkim pokretima koji su vidjeli napredak kao nešto što će im oduzeti radna mjesta. Neoluddizam je i anarhističkog karaktera, kritički fokusiran na integraciju modernih tehnologija u socijalno-političko okruženje.
Termin  neoluddizam se često koristi za osobe ili društva koje se protive tehnološkom napretku.
FBI je klasificirao Theodora Kaczynskog, Unabombera, kao neoluddita. Njegovi bombaški napadi se smatraju izrazitim djelima jednog neoluddita, koji smatra da se čovječanstvno otuđuje na uštrb vlastite moderne tehnologije.
Theodore Kaczynski međutim sam sebe nije smatrao neoludditom.